# ديفيد جاكسون (لاعب كريكت)
ديفيد جاكسون (29 يونيو 1953 في المملكة المتحدة - ) (بالإنجليزية: David Jackson) هو لاعب كريكت بريطاني. لعب مع نادي مقاطعة دورهام للكريكت ‏.

## وصلات خارجية
- ديفيد جاكسون على موقع إي آس بي آن كريك إنفو (الإنجليزية)